# Erronus naomi
Erronus naomi är en insektsart som beskrevs av Hamilton och Zack 1999. Erronus naomi ingår i släktet Erronus och familjen dvärgstritar. Inga underarter finns listade i Catalogue of Life.